# Норт-Гантінгдон Тауншип (округ Вестморленд, Пенсільванія)
Норт-Гантінгдон Тауншип (англ. North Huntingdon Township) — селище (англ. township) в США, в окрузі Вестморленд штату Пенсільванія. Населення — 31 880 осіб (2020).

## Демографія
Згідно з переписом 2010 року, у селищі мешкало 30 609 осіб у 12 356 домогосподарствах у складі 9042 родин. Було 13018 помешкань
Расовий склад населення:
| - 97,8 % — білих - 0,7 % — чорних або афроамериканців - 0,6 % — азіатів - 0,1 % — корінних американців |

До двох чи більше рас належало 0,7 %. Частка іспаномовних становила 0,6 % від усіх жителів.
За віковим діапазоном населення розподілялося таким чином: 21,2 % — особи молодші 18 років, 60,4 % — особи у віці 18—64 років, 18,4 % — особи у віці 65 років та старші. Медіана віку мешканця становила 44,9 року. На 100 осіб жіночої статі у селищі припадало 94,8 чоловіків;  на 100 жінок у віці від 18 років та старших — 92,8 чоловіків також старших 18 років.
Середній дохід на одне домашнє господарство  становив 86 962 долари США (медіана — 69 264), а середній дохід на одну сім'ю — 97 824 долари (медіана — 82 577). Медіана доходів становила 59 869 доларів для чоловіків та 41 785 доларів для жінок. За межею бідності перебувало 3,3 % осіб, у тому числі 3,9 % дітей у віці до 18 років та 2,3 % осіб у віці 65 років та старших.
Цивільне працевлаштоване населення становило 15 748 осіб. Основні галузі зайнятості: освіта, охорона здоров'я та соціальна допомога — 24,4 %, виробництво — 13,8 %, роздрібна торгівля — 12,6 %.